# Teritorium hlavního města Austrálie
Teritorium hlavního města Austrálie (anglicky Australian Capital Territory) je federální distrikt tvořící enklávu uvnitř území Nového Jižního Walesu, jednoho ze států Austrálie. Jedná se o nejhustěji osídlený stát Australského svazu, neboť je tvořen pouze australským hlavním městem Canberrou a jeho nejbližším okolím.

## Historie
Když se v roce 1901 spojily australské kolonie a vznikl Australský svaz, bylo třeba zvolit hlavní město, hlavními kandidáty se staly Sydney a Melbourne. Po tahanicích byla zvolena varianta nové metropole Canberry.
Je to nejmenší stát Austrálie (rozloha 2358 km2) a jeho hlavním městem je Canberra. Toto jméno pochází z domorodého slova "Kanbarra", což v překladu znamená "místo setkávání". Sídlí zde vláda v Parliament House, kde funguje také nejvyšší soud.